# Francesca Di Lorenzová
Francesca Di Lorenzová (nepřechýleně Di Lorenzo, * 22. července 1997 Pittsburgh) je americká profesionální tenistka italského původu, hrající levou rukou. Ve své dosavadní kariéře na okruhu WTA Tour nevyhrála žádný turnaj. V rámci okruhu ITF získala čtyři tituly ve dvouhře i ve čtyřhře.
Na žebříčku WTA byla ve dvouhře nejvýše klasifikována v únoru 2020 na 118. místě a ve čtyřhře v červnu 2018 na 244. místě. Trénuje ji Rene Moller. Dříve tuto roli plnila Ann Grossmanová Wunderluchová.
V juniorském tenise se nejdále probojovala do semifinále dvouhry i čtyřhry US Open 2015.

## Soukromý život
Narodila se roku 1997 v pensylvánském Pittsburghu a vyrostla v ohijské metropoli Columbusu, kam se rodina přestěhovala v jejím dětství. Rodiče Carlo a Daniela Di Lorenzovi emigrovali do Spojených států z italského Salerna. Otec působil jako lékař v columbuské dětské nemocnici Nationwide Children's Hospital a matka vyučovala italštinu.
Po střední škole v ohijském New Albany pokračovala studiem na Ohijské státní univerzitě, za níž hrála tenis. Rok 2017, kdy završila druhý ročník, zakončila na prvním místě celonárodního univerzitního žebříčku NCAA ve dvouhře a s Miho Kowaseovou vyhrála mistrovství NCAA ve čtyřhře. V singlové soutěži šampionátu však jako nejvýše nasazená podlehla v prvním kole Majar Šarífové. V prosinci 2017 oznámila předčasné ukončení studia, s rozhodnutím věnovat se profesionální tenisové dráze.
Má tři sourozence Maria, Valentinu a Cristinu, která také hrála tenis za Xavier University, jíž ukončila v roce 2017. Vyjma angličtiny hovoří plynně italsky. V dětství hrála mimo tenisu také fotbal.

## Tenisová kariéra
V rámci hlavních soutěží událostí okruhu ITF debutovala v červenci 2015, když na turnaj v indianském Evansville s dotací 10 tisíc dolarů obdržela divokou kartu. V úvodním kole podlehla Grahamové z šesté světové stovky. Premiérový titul v této úrovni tenisu vybojovala o měsíc později během srpnové události v Austinu s rozpočtem 10 tisíc dolarů. Ve finále přehrála krajanku Lauren Herringovou po třísetovém průběhu.
Debut v hlavní soutěži nejvyšší grandslamové kategorie zaznamenala v ženském deblu US Open 2017, do níž s Allie Kiickovou obdržely divokou kartu. V prvním kole však nezvládly obě zkrácené hry s japonským párem Eri Hozumiová a Miju Katová. Jednalo se zároveň o její první start na okruhu WTA Tour. Ve dvouhře na něm debutovala o rok později. Po zvládnuté tříkolové kvalifikaci US Open 2018, v níž na její raketě postupně dohrály členky druhé světové stovky Antonia Lottnerová, Verónica Cepedeová Roygová a Mona Barthelová, na úvod newyorského singlu vyřadila krajanku Christinu McHaleovou. Ve druhém kole však nenašla recept na nizozemskou světovou třináctku Kiki Bertensovou. Do druhého kola postoupila i na US Open 2019 po vítězství nad padesátou první hráčkou žebříčku Veronikou Kuděrmetovovou. Poté ji stopku vystavila třicátá nasazená Julia Görgesová.

## Finále na okruhu ITF
| Legenda         | Legenda         |
| --------------- | --------------- |
| Turnaje W100    | Turnaje W80     |
| Turnaje W75/W60 | Turnaje W50     |
| Turnaje W35/W25 | Turnaje W15/W10 |

### Dvouhra (4 tituly)
| č. | datum         | turnaj                       | kategorie | povrch | soupeřka ve finále  | výsledek           |
| -- | ------------- | ---------------------------- | --------- | ------ | ------------------- | ------------------ |
| 1. | srpen 2015    | Austin, Spojené státy        | W10       | tvrdý  | Lauren Herringová   | 4–6, 7–6(7–2), 6–2 |
| 2. | červenec 2016 | Winnipeg, Kanada             | W25       | tvrdý  | Erin Routliffeová   | 6–4, 6–1           |
| 3. | leden 2018    | Wesley Chapel, Spojené státy | W25       | antuka | Whitney Osuigweová  | 6–2, 1–6, 6–4      |
| 4. | listopad 2019 | Toronto, Kanada              | W60       | tvrdý  | Kirsten Flipkensová | 7–6(7–3), 6–4      |

### Čtyřhra (4 tituly)
| Č. | datum         | turnaj                    | kategorie | povrch | spoluhráčka        | poražené finalistky                                      | výsledek         |
| -- | ------------- | ------------------------- | --------- | ------ | ------------------ | -------------------------------------------------------- | ---------------- |
| 1. | červenec 2016 | Winnipeg, Kanada          | W25       | tvrdý  | Ronit Yurovská     | Marie-Alexandre Leducová Charlotte Robillard-Milletteová | 1–6, 7–5, [10–6] |
| 2. | květen 2018   | Saint-Gaudens, Francie    | W60       | antuka | Naiktha Bainsová   | Manon Arcangioliová Shérazad Reixová                     | 6–4, 1–6, [11–9] |
| 3. | leden 2023    | Vero Beach, Spojené státy | W60       | antuka | Makenna Jonesová   | Quinn Gleasonová Elixane Lechemiová                      | 4–6, 6–3, [10–3] |
| 4. | březen 2023   | Arcadia, Spojené státy    | W60       | tvrdý  | Christina Roscaová | Rina Saigová Jukina Saigová                              | 6–1, 6–1         |